# Percy Colque
Percy Colque (La Paz, 23 de outubro de 1976) é um ex-futebolista boliviano que atuava como defensor.

## Carreira
Percy Colque integrou a Seleção Boliviana de Futebol na Copa América de 2001.